# Emi Inui

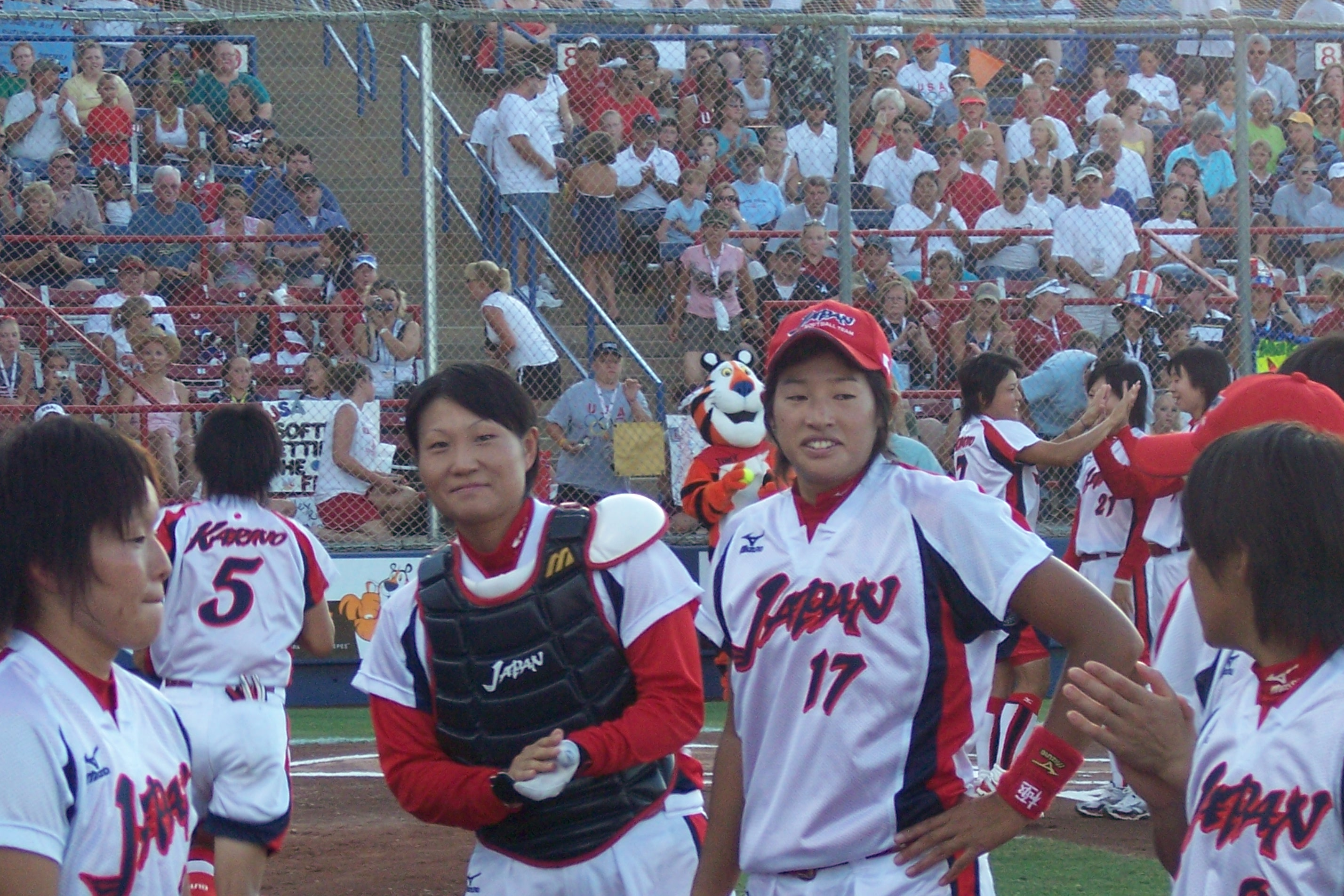
Emi Inui und Pitcherin Yukiko Ueno bei der Weltmeisterschaft 2006

Emi Inui (japanisch 乾 絵美 Inui Emi; * 26. Oktober 1983 in Kakogawa) ist eine ehemalige japanische Softballspielerin, die 2008 Olympiasiegerin war.

## Sportliche Karriere
Die Catcherin Emi Inui gehörte bereits bei den Olympischen Spielen 2004 in Athen zum japanischen Aufgebot, wurde aber nicht eingesetzt. 2006 gewann sie den Titel bei den Asienspielen in Doha. Bei der Softball-Weltmeisterschaft 2006 unterlagen die Japanerinnen im Finale der Mannschaft aus den Vereinigten Staaten. Zwei Jahre später gehörte Inui zum japanischen Aufgebot bei den Olympischen Spielen 2008 in Peking. Dort kam sie in fünf Spielen der Vorrunde zum Einsatz. Beim Finalsieg über das Team aus den Vereinigten Staaten spielte Yukiyo Mine auf der Catcher-Position.